# Tolgahan Çiçek
Tolgahan Mulla Çiçek (* 19. Juni 1995 in Delfzijl, Provinz Groningen) ist ein türkisch-niederländischer Fußballspieler.

## Vereinskarriere

### Vereine in der Jugend und FC Groningen II
Tolgahan Çiçek spielte in den Jugendmannschaften von FC Groningen/Cambuur, welche die gemeinsame Jugendabteilung der beiden niederländischen Erstligisten FC Groningen und SC Cambuur Leeuwarden. In der Saison 2013/14 spielte er nicht nur in der A-Jugend, sondern auch in der zweiten Mannschaft vom FC Groningen. Sein Debüt für die letztgenannte Mannschaft absolvierte er am 14. November 2013 beim 3:3-Unentschieden gegen die zweite Mannschaft von Vitesse Arnheim in der Beloften Eredivisie.

### BV DE Graafschap
Zur Saison 2014/15 wechselte Tolgahan Çiçek zum damaligen Zweitligisten BV De Graafschap. Sein erstes Spiel bestritt er am 16. August 2014 in der Jupiler League beim 3:0-Sieg gegen Almere City FC. Die reguläre Saison konnten er und seine Mannschaft auf den sechsten Platz beenden und waren damit für die Relegation qualifiziert. In der Relegation konnte sie sich gegen die Mannschaften Almere City FC, Go Ahead Eagles Deventer und FC Volendam durchsetzen und man stieg in die Eredivisie auf. In dieser Liga lief er am 1:1-Unentschieden gegen ADO Den Haag zum ersten Mal auf.
Er spielte aber nicht nur für die erste Mannschaft von BV De Graafschap, sondern auch für die zweite Mannschaft. Am 8. Dezember 2012 beim 3:2-Sieg gegen die zweite Mannschaft von PEC Zwolleulief er zum ersten Mal aufnd seine Torpremiere feierte er am 2. November 2012 bei der 1:3-Niederlage gegen FC Utrecht II, als er in der 85. Minute das 3:1 erzielte.

## Nationalmannschaftskarriere
Obwohl Çiçek auch für die Niederlande spielberechtigt war, entschied er sich für eine Karriere beim türkischen Verband. So debütierte er 2016 für die türkische U-21-Nationalmannschaft.

## Erfolge
- Aufstieg in die Eredivisie: 2015 (BV De Graafschap)